# Кубок Львівської області з футболу 2017
Кубок Львівської області 2017 року проводився Федерацією футболу Львівської області серед аматорських команд Львівщини. Матчі проходили в період з 22 травня по 25 вересня 2017 року. В змаганнях виявив бажання взяти участь 21 колектив, які виступають у Прем’єр-лізі, Першій та Другій лігах обласних змагань. Серед них 11 команд – представники Прем’єр-ліги (виділені жирним шрифтом). 
У фінальному поєдинку, який проходив на стадіоні Львівського державного університету фізичної культури «СКІФ» у Львові, зустрілись футбольні клуби ФК «Миколаїв» та «Юність» із села Верхня Білка Пустомитівського району. Матч завершився перемогою сільських футболістів. 
Після завершення матчу заступник голови ФФЛО Ростислав Заремба вручив командні та індивідуальні нагороди. Кращим гравцем матчу визнано Богдана Костика, футболіста команди переможниці.

## Результати матчів кубка львівської області.
|                 | Попередній етап          |                              | ⅛ фіналу                     |                       | Чвертьфінали          |                       | Півфінали |                       | Фінал |                       | ПЕРЕМОЖЕЦЬ            |
|                 |                          |                              |                              |                       |                       |                       |           |                       |       |                       |                       |
|                 | «Сокіл» Великі Глібовичі |                              |                              |                       |                       |                       |           |                       |       |                       |                       |
|                 |                          | СКК «Пісочна»                |                              |                       |                       |                       |           |                       |       |                       |                       |
|                 | СКК «Пісочна»            | 4:3                          | 4:3                          | «Юність» Верхня Білка | «Юність» Верхня Білка |                       |           |                       |       |                       |                       |
|                 |                          | «Юність» Верхня Білка        | «Юність» Верхня Білка        | 4:3                   | 4:3                   |                       |           |                       |       |                       |                       |
|                 |                          |                              |                              |                       |                       | «Юність» Верхня Білка |           |                       |       |                       |                       |
|                 |                          | СКК «Демня»                  | СКК «Демня»                  |                       |                       | 2:0                   | 2:0       |                       |       |                       |                       |
|                 |                          |                              |                              | СКК «Демня»           |                       |                       |           |                       |       |                       |                       |
|                 |                          | «Рочин» Соснівка             | «Рочин» Соснівка             |                       | 2:1                   |                       |           |                       |       |                       |                       |
|                 |                          |                              |                              |                       |                       |                       |           | «Юність» Верхня Білка |       |                       |                       |
|                 | «Будівельник» Запитів    |                              |                              |                       |                       |                       |           | 4:0                   | 4:0   |                       |                       |
|                 |                          | «Будівельник» Запитів        |                              |                       |                       |                       |           |                       |       |                       |                       |
|                 | ФК «Новошичі»            | 1:0                          | 1:0                          | «Юність» Гійче        | «Юність» Гійче        |                       |           |                       |       |                       |                       |
|                 |                          | «Юність» Гійче               | «Юність» Гійче               | 2:0                   | 2:0                   |                       |           |                       |       |                       |                       |
|                 |                          |                              |                              |                       |                       | «Юність» Гійче        |           |                       |       |                       |                       |
|                 |                          | «Енергетик» Добротвір        | «Енергетик» Добротвір        |                       |                       | 4:0                   | 4:0       |                       |       |                       |                       |
|                 |                          |                              |                              | «Енергетик» Добротвір |                       |                       |           |                       |       |                       |                       |
|                 |                          | «Кар’єр» Торчиновичі         | «Кар’єр» Торчиновичі         | +:-                   | +:-                   |                       |           |                       |       |                       |                       |
|                 |                          |                              |                              |                       |                       |                       |           |                       |       |                       |                       |
|                 | «Локомотив» Рава-Руська  |                              |                              |                       |                       |                       |           |                       |       |                       |                       |
|                 |                          | «Богун» Броди                | «Богун» Броди                |                       |                       |                       |           |                       |       | «Юність» Верхня Білка | «Юність» Верхня Білка |
|                 | «Богун» Броди            | 2:0                          | 2:0                          | ФК «Миколаїв»         | ФК «Миколаїв»         |                       |           |                       |       | 1:0                   | 1:0                   |
|                 |                          | ФК «Миколаїв»                | ФК «Миколаїв»                | 8:0                   | 8:0                   |                       |           |                       |       |                       |                       |
|                 |                          |                              |                              |                       |                       | ФК «Миколаїв»         |           |                       |       |                       |                       |
|                 | ФК «Замок» Замок         |                              |                              |                       |                       | 1:0                   | 1:0       |                       |       |                       |                       |
|                 |                          | «Сокіл» Борщовичі            |                              |                       |                       |                       |           |                       |       |                       |                       |
|                 | «Сокіл» Борщовичі        | 2:2 п.п. 3:0                 | 2:2 п.п. 3:0                 | «Сокіл» Борщовичі     | «Сокіл» Борщовичі     |                       |           |                       |       |                       |                       |
|                 |                          | «Фенікс-Стефано» Підмонастир | «Фенікс-Стефано» Підмонастир |                       | 1:0                   |                       |           |                       |       |                       |                       |
|                 |                          |                              |                              |                       |                       |                       |           | ФК «Миколаїв»         |       |                       |                       |
|                 |                          | «Галичина» Великий Дорошів   | «Галичина» Великий Дорошів   |                       |                       |                       |           | 3:1                   | 3:1   |                       |                       |
|                 |                          |                              |                              | СФК «Кордія-Муроване» |                       |                       |           |                       |       |                       |                       |
|                 |                          | СФК «Кордія-Муроване»        | СФК «Кордія-Муроване»        | 4:1                   | 4:1                   |                       |           |                       |       |                       |                       |
|                 |                          |                              |                              |                       |                       | СФК «Кордія-Муроване» |           |                       |       |                       |                       |
| «Думна» Ременів | «Думна» Ременів          |                              |                              |                       |                       | 2:0                   | 2:0       |                       |       |                       |                       |
|                 |                          | «Думна» Ременів              |                              |                       |                       |                       |           |                       |       |                       |                       |
|                 | ФК «Мостиська»           | 2:0                          | 2:0                          | «Думна» Ременів       | «Думна» Ременів       |                       |           |                       |       |                       |                       |
|                 |                          | «Гірник» Новояворівськ       | «Гірник» Новояворівськ       | 1:1 п.п. 3:1          | 1:1 п.п. 3:1          |                       |           |                       |       |                       |                       |

### Фінал
Арбітр: Юрій Грисьо.
Асистенти арбітра: Андрій Смольський, Андрій Чулик.
Резервний арбітр: Василь Івасяк
 Спостерігач ФФЛ: Михайло Сидор
 Делегат ФФЛ: Орест Пасіка
 Гол:  90+1 ' Адам Богдан.
«Юність» Верхня Білка: Бунда Богдан; Романюк Віталій; Молоков Іван; Бойко Роман; Цень Роман; Костик Богдан; Шандра Олег; Кікоть Андрій (Карачевський Назар,  66'); Музика Юрій; Смолинець Павло (Жолква Орест,  21'); Адам Богдан (Скрильов Василь,  90') 
Запасні: Саковець Борис; Павлишин Іван; Парубій Михайло; Фірман Юрій; Шкраба Маркіян 
Головний тренер: Руслан Маланій. Президент клубу: Олександр Ролько.
ФК «Миколаїв» : Левицький Вячеслав; Шуга Іван; Танечник Роман; Коваль Григорій; Вербний Володимир; Сагайдак Андрій; Сень Юрій (Синишин Ігор,  90'); Хмизов Богдан; Бойко Назарій (Клим Богдан,  79'); Міліщук Назар; Балух Ігор.  
Запасні: Ілюк Остап; Бурмас Мар`ян; Баглай Андрій; Федина Іван; Кравців Євген; Лещинський Роман 
Головний тренер: Віталій Пономарьов. Президент клубу: Микола Оприск.
Попередження:  77' Костик Богдан;  79' Коваль Григорій.

## Інші кубкові турніри під егідоюФФЛО.
В 2017 році Федерацією футболу Львівської області було проведено традицій передсезонний (зимовий) Турнір пам’яті Ернеста Юста та  Турнір пам’яті Карла Мікльоша. Також відбулись такі турніри як Кубок ліги, в якому виступали команди Першої ліги (переможець ФК «Ходорів»),  Суперкубок та Кубок чемпіонів Львівщини.

### Суперкубок Львівської області.
Після трьохрічної перерви відбувся матч за Суперкубок Федерації футболу Львівської області (оскільки двічі винниківський «Рух» та один раз СКК «Демня» вигравали дубль, попередні три сезони матчі за Суперкубок не проводились). За традицією матч пройшов на полі володаря Кубку області.
Арбітр:  Василь Верблянський (Новояворівськ).
Асистенти арбітра: Володимир Міняйло, Юрій Пилипів (обоє Львів).
Резервний арбітр: Андрій Смольський (Новий Яричів)
 Спостерігач ФФЛ: Ярослав Грисьо (Львів)
Голи:  66' Сагайдак Андрій;  77' (автогол) Романюк Віталій.
«Юність» Верхня Білка: Бунда Богдан; Романюк Віталій; Молоков Іван (Шкраба Маркіян,  82'); Бойко Роман; Костик Богдан; Цень Роман (Левків Ярослав,  90'); Шандра Олег; Кікоть Андрій (Карачевський Назар,  73'); Жолква Орест (Смолинець Павло,  63'); Музика Юрій (Саковець Борис,  90'); Скрильов Василь (Адам Богдан,  73'). 
Запасні: Павлишин Іван; Фірман Юрій.
ФК «Миколаїв»: Левицький Вячеслав; Коваль Григорій; Сагайдак Андрій; Вербний Володимир; Танечник Роман; Ілюк Остап; Хмизов Богдан (Федина Іван,  58'); Баглай Андрій (Синишин Ігор,  62'); Бойко Назарій (Лещинський Роман,  90'); Міліщук Назар; Балух Ігор (Клим Богдан,  78'). 
Запасні: Шуга Іван; Кравців Євген; Бурмас Мар`ян; Сень Юрій. 
Попередження:  13' Хмизов Богдан;  48' Кікоть Андрій;  84' Бойко Назарій;  89' Шкраба Маркіян.

### Кубок чемпіонів Львівської області.
В 2017 році фінішував п'ятнадцятий за ліком розіграш Кубка чемпіонів Львівщини, котрий стартував матчами в групах ще восени 2016 року. В турнірі взяла участь 21 команда, чемпіони та призери районних чемпіонатів Львівської області. В турнірі були представлені 12 районів Львівської області. У фіналі зустрілись представники Самбірського та Дрогобицького районів.
Фінал.
Арбітр: Василь Верблянський
Асистенти арбітра: Андрій Смольський, Анастасія Янтуріна
 Спостерігач ФФЛ: Ярослав Грисьо
Голи:  78'  Василь Кіселевич;  86'  Петро Бабій.
«Темп» Зарайське : Андрій Процько, Назар Консович, Ігор Ковалишин, Олег Страхоцький, Дмитро Жук, Ігор Котик, Іван Петельський (Олег Стронський,  90+1'), Василь Кіселевич, Роман Порчик, Василь Порчик (Володимир Спринь,  68'), Петро Бабій.  
Тренер: 3. Клюка. Президент клубу: Я. Міхняк.
«Арсенал» Лішня : Владислав Білан, Роман Болоховецький, Василь Волкун (Володимир Зубаль,  84'), Роман Мельничий, Андрій Сенів, Мирон Лисовець (Михайло Мороз,  56'), Володимир Собко, Роман Собко, Іван Зварич (Остап Козар,  46'), Андрій Стасів, Стефан Заміщак.
Тренер: О. Розлач. Президент клубу: М. Сусюк.
Попередження :  22' Мирон Лисовець,  90+2' Андрій Сенів —  44' Назар Консович,  45+2' Петро Бабій.
 Вилучення:  63 ' Назар Консович.